# Apaw-ye Kyun
Apaw-ye Kyun är en ö i Myanmar.   Den ligger i regionen Rakhinestaten, i den sydvästra delen av landet, 240 km sydväst om huvudstaden Naypyidaw. Arean är 0,50 kvadratkilometer.
Terrängen på Apaw-ye Kyun är platt. Öns högsta punkt är 49 meter över havet. Den sträcker sig 0,6 kilometer i nord-sydlig riktning, och 1,4 kilometer i öst-västlig riktning.